# 玉環彎貝介
玉環彎貝介（学名：Loxoconcha subcirculata）为彎貝介科彎貝介屬下的一个种。